# Henryk I niemodliński
Henryk (ur. ok. 1345, zmarł 14 września 1382) – książę niemodlinśki i prudnicki w latach 1362/1365–1382 (do 1369 razem z bratem Wacławem).
Henryk był najmłodszym (trzecim) synem księcia niemodlińskiego Bolesława Pierworodnego i Eufemii Wrocławskiej. Po śmierci ojca, która nastąpiła pomiędzy 1362 a 1365 rokiem początkowo rządził z braćmi z Bolesławem II (zm. 1367 lub 1368) i Wacławem (zm. 1369), by po ich zgonach od 1369 roku skupić w swoich rękach całość rządów w księstwie niemodlińskim. Około 1370 roku Henryk zawarł układ sukcesyjny z książętami opolskimi Bolkiem III i Władysławem Opolczykiem (zatwierdzony przez cesarza Karola IV w lutym i marcu 1372 roku), na mocy którego po bezpotomnej śmierci księcia niemodlińskiego jego władztwo miało przejść do Piastów Opolskich.
Henryk toczył długotrwały spór z biskupem wrocławskim Przecławem z Pogorzeli w sprawie zagarnięcia zamku Jawornik, który zakończyła dopiero śmierć biskupa w 1376. Z jego następcą księciem legnickim Wacławem, Henryk ułożył już stosunki poprawne zamieszkując pod koniec życia w należącym do biskupa Otmuchowie. Miejscowością, którą szczególnie sobie upodobał, był Głogówek, któremu w 1373 roku nadał prawa miejskie. W 1379 roku ufundował tamże kolegiatę, której dochody zabezpieczył dwiema wsiami. Pomiędzy 1365 a 1372 rokiem poślubił Katarzynę, córkę margrabiego morawskiego Jana Henryka Luksemburskiego i Małgorzaty opawskiej. Małżeństwo pozostało jednak bezdzietne, a Katarzyna zmarła już 1378 roku. Henryk niemodliński zmarł 14 września 1382 roku i został pochowany w kolegiacie Św. Bartłomieja w Głogówku.
Księstwo niemodlińskie po śmierci Henryka, wbrew wcześniejszym umowom, jako opróżnione lenno próbował Wacław IV Luksemburski przekazać odpłatnie księciu cieszyńskiemu Przemysławowi I Noszakowi, jednak na skutek oporu książąt opolskich w 1383 roku decyzja ta uległa zmianie. Ostatecznie księstwo uległo podziałowi między Władysława Opolczyka (Głogówek), synów Bolka III (Niemodlin) i księcia żagańskiego Henryka VIII Wróbla (Prudnik).